# Gianluigi Stefanini
Gianluigi Stefanini (Cascina, 2 ottobre 1934 – Calvagese della Riviera, 17 ottobre 2003) è stato un calciatore italiano.
Negli almanacchi sportivi viene talvolta indicato come Stefanini I per distinguerlo dal fratello Franco, anch'egli calciatore.

## Carriera
Inizia la sua carriera da interno nel Cascina per passare al Grosseto in Serie C nel 1951. Viene acquistato nel 1952 dalla Lucchese e, messosi in luce come uno dei giovani più promettenti della Serie B, nel 1953 spicca il grande salto con il passaggio alla SPAL in Serie A.
Il presidente dei biancoazzurri, Paolo Mazza, è convinto delle doti di Stefanini che affida alle cure di Janni.
Il 20 settembre 1953 il non ancora diciannovenne Stefanini esordisce a Ferrara contro la Sampdoria e segna il goal del 2 a 1 che regala la vittoria ai ferraresi. Per lui sembra profilarsi una grande carriera e difatti Stefanini segna anche la domenica successiva a Milano contro l'Inter come anche il 29 novembre contro la Juventus ed infine il 31 gennaio 1954 contro il Novara dove segna un altro goal decisivo ma il campionato non è brillante per la SPAL e Mazza spedisce il giovane Stefanini al Verona in Serie B con Sega.
Nelle cinque stagioni con gli scaligeri Stefanini esprimerà il meglio della sua carriera scendendo in campo 114 volte in campionato, 1 in Coppa Italia ed una gara del doppio spareggio con il Bari del 1958. Con il Verona, dopo aver contribuito al successo nel campionato di Serie B 1956-1957, ritornò anche in Serie A sotto la guida di Piccioli.
Successivamente giocò altri 2 campionati di Serie B con il Como ed altri 3 con il Simmenthal Monza prima di passare in serie minori e ritirarsi nella seconda metà degli anni '60. Successivamente intraprese con minor successo la carriera di allenatore.
In carriera ha totalizzato complessivamente 43 presenze e 5 reti in Serie A e 243 presenze e 13 reti in Serie B.

## Palmarès

### Club

#### Competizioni nazionali
- Serie B: 1

Verona: 1956-1957